# Атте Охтамаа
Атте Охтамаа (фін. Atte Ohtamaa; 6 листопада 1987, м. Нівала, Фінляндія) — фінський хокеїст, захисник. Виступає за «Ак Барс» (Казань) у Континентальній хокейній лізі, олімпійський чемпіон.
Вихованець хокейної школи «Ковбойс». Виступав за «Кярпят» (Оулу), «Хоккі» (Каяані).
В чемпіонатах Фінляндії — 319 матчів (17+58), у плей-оф — 48 матчів (3+1).
У складі національної збірної Фінляндії учасник чемпіонатів світу 2014 і 2015 (17 матчів, 0+1). 
Досягнення
- Срібний призер чемпіонату світу (2014)
- Чемпіон Фінляндії (2008, 2014), срібний призер (2009)